# Dipseudopsis africana
Dipseudopsis africana är en nattsländeart som beskrevs av Georg Ulmer 1905. Dipseudopsis africana ingår i släktet Dipseudopsis och familjen Dipseudopsidae. Inga underarter finns listade i Catalogue of Life.